# Houston Independent School District

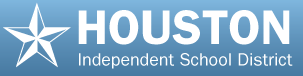

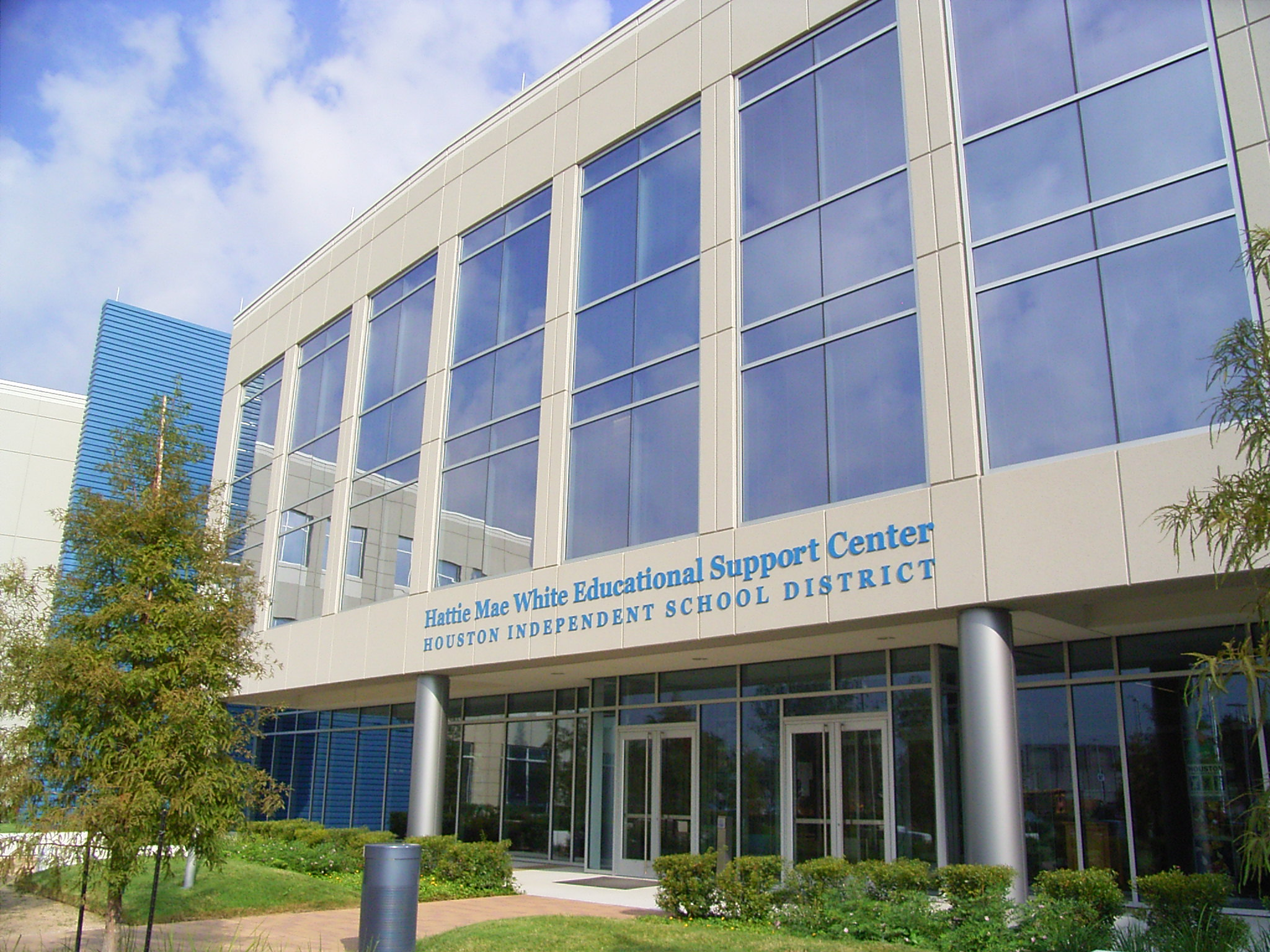
The Hattie Mae White Educational Support Center

Houston Independent School District (kurz HISD) ist der Schulbezirk, dem alle öffentlichen Schulen der Stadt Houston im Süden von Texas angehören.
Alle Schulen eines Schulbezirks der Vereinigten Staaten haben normalerweise ähnliche freie Tage und ähnliche Schulregeln.
HISD ist der größte Schulbezirk in Texas und der siebtgrößte in den Vereinigten Staaten. Er umfasst Elementary Schools (Klassen K-5), Middle Schools (Klassen 6–8), als auch High Schools (Klassen 9–12).

## Schulen
- High School for the Performing and Visual Arts